# What Now
Singles de Rihanna
Right Now
(2013) Jump
(2014)
What Now est une chanson de l'artiste barbadienne Rihanna. La chanson est sortie en tant que 5e single de l'album Unapologetic, le 26 août 2013. La chanson a été écrit par Livvi Franc, Rihanna, Parker Ighile, Nathan Cassells et produit par Parker Ighile, Nathan Cassells et Kuk Harrell. Le clip de la chanson est sorti le 15 novembre 2013 sur la chaîne VEVO de Rihanna sur Youtube. Le single s'est vendu entre 3 et 4 millions d'exemplaires.

## Certifications
| Pays      | Certification | Ventes certifiées |
| --------- | ------------- | ----------------- |
| Australie | Platine       | 70 000            |